# Ле Маршан, Джон (военный)
Джон Гаспар Ле Маршан (9 февраля 1766 — 22 июля 1812) — британский кавалерийский командир, генерал-майор, военный теоретик, который оказал большое влияние на организацию процесса функционирования армии. Он участвовал в создании первой британской военной академии и офицерского училища. Ле Маршан проходил действительную военную службу во время французских революционных и пиренейских войн до самой своей смерти в битве при Саламанке.

## Биография
Ле Маршан родился в Амьене. Его мать была француженка, а отец уроженцем Гернси; оба они происходили из старинных и известных семей. Ле Маршан были весьма известной семьей на Гернси (ранее входившем в состав Нормандского герцогства); многие члены этой семьи занимали должности судебных приставов и помощников судебных приставов на Гернси. Его отец, Джон Ле Маршан, был корнетом Королевских драгунов, посещал Пембрук-колледж в Оксфорде и с отличием служил под началом маркиза Грэнби во время последних трёх кампаний Семилетней войны. Его мать, Мэри Кэтрин, была старшей дочерью графа Хирзель де Сен-Гратьена и потомком известного французского протестантского лидера адмирала Гаспара де Колиньи, в честь которого Ле Маршан получил своё второе имя.
Ле Маршан родился в доме своего деда по материнской линии в Амьене. У него был младший брат Джеймс. Покинув школу доктора Моргана в Бате с характеристикой «один из двух величайших придурков, которые когда-либо здесь учились» (другой — сэр Сидней Смит), Ле Маршан был назначен в полк милиции Уилтшира. Позже, в 1783 году, он был переведён в регулярную армию и получил звание энсина в 1-м пехотном полку (Королевский полк, или Королевские шотландцы). Затем последовали несколько лет службы в Ирландии и Гибралтаре, после чего он перешёл в кавалерию и был зачислен в 6-й драгунский полк (Иннискиллингский). Осенью 1789 года Ле Маршан был произведён в лейтенанты 2-го гвардейского драгунского полка, а в 1791 году получил звание капитана и стал командиром эскадрона.

### Участие в кампаниях и руководство по фехтованию
Ле Маршан служил бригадным майором во время катастрофической фландрской кампании 1793—1795 гг., и какое-то время командовал своим полком как самый старший из присутствующих офицеров. Его практический опыт в этой области привлек внимание Ле Маршана к многочисленным недостаткам снаряжения и подготовки личного состава, от которых страдала британская кавалерия. На него произвела впечатление австрийская кавалерия, действовавшая вместе с англичанами, и он был особенно поражён пренебрежительным замечанием австрийского офицера, который считал, что британское мастерство владения мечом было «весьма забавным», но напоминало ему, будто «кто-то рубит дрова».
По возвращении в Великобританию он приложил усилия для улучшения снаряжения и боевой подготовки британской кавалерии. В 1795—1796 гг. в сотрудничестве с бирмингемским оружейником Генри Осборном он разработал новую кавалерийскую саблю, которая была принята на вооружение лёгкой кавалерией. В 1796 году его трактат об обучении владению холодным оружием во время верховой езды был принят армией как часть её официальных правил («Устав и правила владения мечом для кавалеристов», англ. The Rules and Regulations of the Sword Exercise of the Cavalry). Упражнения с мечом стали крайне популярными; с ними ознакомился пожилой король Георг III, а на деревенских улочках было полно мальчишек, практикующих удары палками. Ле Маршан совершил поездку по Британии, обучая кадры регулярных и йоменских кавалерийских частей своей системе фехтования; его методы были практичны и тщательно разработаны, а он сам был превосходным наездником и отлично владел мечом. Ле Маршан также должен был приехать в Ирландию для пропагандирования своей системы, но не смог этого сделать; вместо него туда поехал его зять, лейтенант Питер Кэри (16-й лёгкий драгунский полк). В 1797 году Ле Маршан получил звание подполковника. Его продвижение по службе происходило по прямому указанию короля (Ле Маршану не хватало влияния и богатства, которые обычно были необходимы для повышения звания), с которыми у Ле Маршана сложились дружеские отношения.
После продвижения по службе он служил заместителем командира 7-го лёгкого драгунского полка, лорда Генри Пэджета. Пэджет, будучи графом Аксбриджем, позже командовал кавалерией союзников в битве при Ватерлоо. Хотя между ним и Пэджетом существовали хорошие отношения, Ле Маршану было трудно поддерживать компанию со своим чрезвычайно богатым и светским командиром. Поэтому он перевёлся в свой старый 2-й гвардейский драгунский полк, став его командиром.

### Основатель первого британского военного училища
За исключением специализированной учебной школы для артиллеристов и инженеров в Вулвиче, в Британии не существовало учебного заведения для обучения офицеров. В 1801 году, преодолев множество препятствий (в основном связанных с финансированием), план Ле Маршана по созданию школ Хай-Вайкомб и Грейт-Марлоу для подготовки офицеров был одобрен Парламентом, и на создание Королевского военного училища был выделен грант в размере 30 тыс. фунтов стерлингов. Впоследствии два его отделения были объединены и переведены в специально построенное здание Королевского военного училища в Сандхерсте. Военные училища имели две функции: во-первых, повышение квалификации уже служащих офицеров, а во-вторых, обучение молодёжи ещё до получения ими офицерского звания. Ле Маршан был первым вице-губернатором колледжа, и за девять лет пребывания на этом посту обучил многих офицеров, которые с отличием служили под командованием Веллингтона в Пиренейских войнах. Примечательно, что ряд старших офицеров, таких как генерал Роберт Баллард Лонг, посещали курсы в колледже, чтобы улучшить свои военные знания. Этот колледж был одним из предшественников нынешней Королевской военной академии в Сандхерсте, созданной в 1947 году. В 1804 году Ле Маршан получил личную благодарность короля Георга III, который сказал: «Страна в большом долгу перед вами».

### Генерал кавалерии во время Пиренейской войны
Получив звание генерал-майора, в 1811 году Ле Маршан был поставлен во главе бригады тяжёлой кавалерии и отличился в нескольких битвах. В кавалерийском столкновении в Вильягарсии 11 апреля 1812 года 5-й драгунский гвардейский полк Ле Маршана очень вовремя произвёл фланговую атаку, разгромив две сильные колонны французской кавалерии под командованием генерала Франсуа Антуана Лаллемана. Французы в этот момент атаковали британскую лёгкую кавалерию под командованием сэра Степлтона Коттона, которому приходилось отступать.
Он добился своего величайшего успеха в качестве командира кавалерии в битве при Саламанке 22 июля 1812 года, во время которой был убит. Сообщается, что во время англо-португальской атаки на чрезмерно вытянутое французское левое крыло Веллингтон сказал Ле Маршану, что тот должен при первой же благоприятной возможности атаковать пехоту противника: «Вы должны атаковать во что бы то ни стало». После атаки 5-й пехотной дивизии Ле Маршан повёл 3-й и 4-й драгунские и 5-й гвардейский драгунский полки, пожалуй, в самую сокрушительную атаку, выполненную одной кавалерийской бригадой за весь период наполеоновских войн. Левое крыло французской армии уже было на грани поражения от 3-й и 5-й дивизий англо-португальской пехоты, когда драгуны Ле Маршана ворвались в него и начали уничтожать батальон за батальоном. Многие французские пехотинцы бежали под защиту британской пехоты, чтобы избежать сабель драгунов. Ле Маршан, уже зная, что добился великолепного успеха, повёл эскадрон против последнего отряда французской пехоты, когда получил пулевое ранение и сломал позвоночник.
В донесении Веллингтона после битвы говорилось:
Кавалерия под командованием генерал-лейтенанта сэра Степлтона Коттона предприняла самую отважную и успешную атаку на корпус вражеской пехоты, который они разгромили и разрубили на части. При этом генерал-майор Ле Маршан был убит, ведя в бой свою бригаду, и мне остаётся лишь оплакивать потерю невероятно талантливого офицера.

## Наследие
Ле Маршан способствовал значительному повышению боеспособности британской армии. Его пособия по владению холодным оружием, несомненно, расширили боевые возможности британской кавалерии. Военный колледж подготовил множество способных офицеров, известных под общим названием «Вайкомбиты», которые занимали высокие посты во время Пиренейских войн и во время кампании, закончившейся битвой при Ватерлоо. Он также высказал идею о том, что офицеры должны получать формальное обучение своим обязанностям, а не пытаться самостоятельно их освоить уже во время действительной службы.
Ле Маршан был почитаем как рядовыми солдатами, так и офицерами. Герцог Йоркский, главнокомандующий британской армией, заплакал, когда ему сообщили о смерти Ле Маршана.
Он написал несколько трактатов по кавалерийской тактике и другим военным темам, большинство из которых были опубликованы полуанонимно (те работы, которые были приняты в качестве армейских правил, официально не были приписаны ни одному автору). В их числе «Устав и правила владения мечом» (англ. Rules and Regulations of the Sword Exercise) и «Обязанности офицеров на аванпостах» (англ. The Duties of Officers on the Outpost). Его трактат «Очерк о генеральном штабе армии» (англ. An Outline of the General Staff of the Army) был представлен герцогу Йоркскому в 1802 году. Его рекомендации не были приняты во всей их полноте, но некоторые из его предложений были воплощены в жизнь, например, создание штабного корпуса; этот корпус играл неоценимую роль в функционировании британской армии во время Пиренейских войн.
Джон Ле Маршан был похоронен на поле битвы; в соборе Святого Павла в Лондоне ему был установлен памятник.
В его честь назван форт Ле Маршан на северном побережье Гернси.

## Семья
29 октября 1789 года он женился на Мэри, дочери Джона Кэри из Гернси. По всем сведениям, Ле Маршан был преданным мужем и отцом. Мэри Ле Маршан умерла раньше своего мужа, при родах в 1811 году. У Ле Маршана было четыре сына и шесть дочерей. Два его сына, сэр Денис Ле Маршан, 1-й баронет, и Джон Ле Маршан, получили общественное признание. Его старший сын, Кэри, отличившийся во время штурма Сан-Себастьяна, умер от ранения в Сен-Жан-де-Люз на заключительной стадии Пиренейской войны. Его дети остались сиротами после смерти отца, и им была назначена ежегодная государственная пенсия в размере 1200 фунтов стерлингов. Младшие дети были отданы на попечение тётки.